# M'ho passaré bé
M'ho passaré bé (originalment en castellà, Voy a pasármelo bien) és una pel·lícula de comèdia musical hispanomexicana del 2022 dirigida per David Serrano. Pren el nom de l'àlbum homònim d'Hombres G i inclou cançons de la banda. És protagonitzada per Raúl Arévalo, Karla Souza i Dani Rovira. S'ha subtitulat al català.

## Sinopsi
La ficció està ambientada a Valladolid. La trama comença l'any 1989 amb la relació de dos preadolescents (David i Layla) units pel seu amor per Hombres G que es retroben dècades més tard, quan Layla, convertida en una cineasta d'èxit, visita la seva ciutat natal.

## Repartiment
- Raúl Arévalo com a David (adult)[4]
- Izán Fernández com a David (infant)[4]
- Karla Souza com a Layla (adult)[5]
- Renata Hermida Richards com a Layla (infant)[5]
- Dani Rovira com a Paco Perona[6]
- Rodrígo Díaz com a Paco (infant)[5]
- Isabel Aerenlund[7]
- Raúl Jiménez com a Luis[5]
- Rodrigo Gibaja com a Luis[5]
- Jorge Usón com a Fernando "el Cabra"[5]
- Michel Herráiz com a Fernando "el Cabra"[5]
- Gabriela Soto com a Almudena[8]
- Teresa Hurtado de Ory com a Almudena[8]
- Isabel Pera[7]

## Producció
El guió de M'ho passaré bé va ser escrit per David Serrano al costat de Luz Cipriota. Es tracta d'una coproducció hispanomexicana, i va ser produïda per El Estudio i Sony Pictures International Productions juntament amb Les Parapluies Rochefort AIE i Paraíso Torres de Satélite. La pel·lícula també va comptar amb el suport de l'Oficina de Cinema de Valladolid. La producció va començar el rodatge el 6 d'agost de 2021. El rodatge va tenir lloc a Espanya, incloent-hi Valladolid i Guadalajara.

## Estrena
Distribuïda per Sony Pictures Entertainment Iberia, la pel·lícula es va estrenar en cinemes a Espanya el 12 d'agost de 2022. Amazon Prime Video, en exclusivitat durant els primers cinc anys, i RTVE van aconseguir els drets de transmissió després de l'estrena.